# Alfonso Carinci

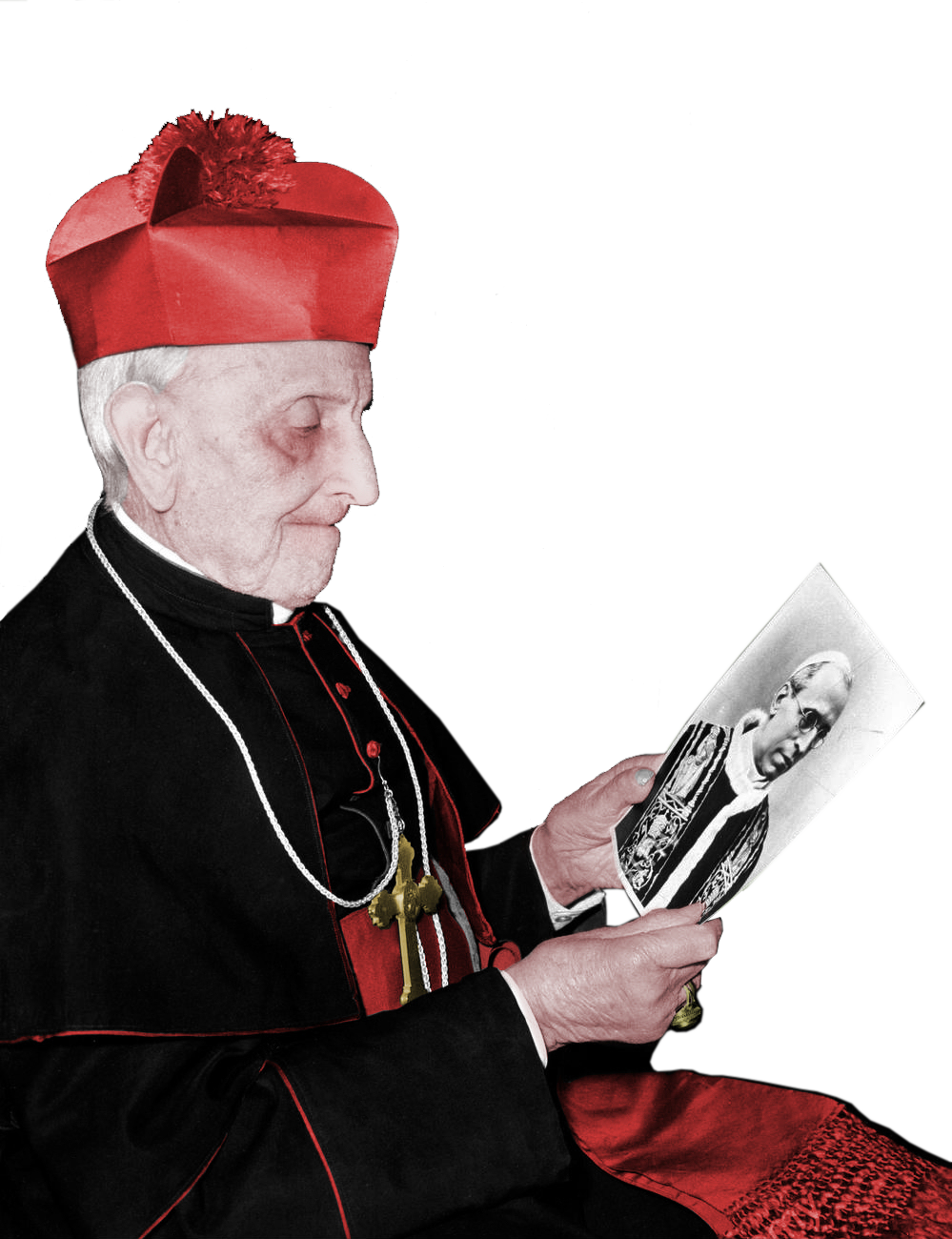
Alfonso Carinci

Alfonso Carinci (Rome, 9 november 1862 - aldaar, 5 december 1963) was een Italiaans rooms-katholiek curie-aartsbisschop. Tijdens het Tweede Vaticaans Concilie was hij de oudste aanwezige concilievader.

## Loopbaan
In 1885 werd Carinci in Rome tot priester gewijd. Van 1911 tot 1930 was hij rector van het seminarie Collegio Capranica. Op 30 september 1919 werd hij benoemd tot apostolisch protonotaris. Carinci werd deken van het zevenkoppige College van Protonotarissen, een functie die hij behield tot aan zijn dood.
Op 15 december 1945 benoemde paus Pius XII Carinci tot titulair aartsbisschop van Seleucia in Isauria en werd hij secretaris van de Congregatie voor de Riten. Op 6 januari 1946 werd hij tot bisschop gewijd door prefect Carlo Salotti.
Vanaf juli 1959 ging de gezondheid van Carinci achteruit. Hij belandde met een longontsteking in het ziekenhuis maar herstelde. Op 5 januari 1960 willigde paus Johannes XXIII zijn verzoek tot aftreden als secretaris van de Ritencongregatie in wegens zijn hoge leeftijd.
Op het Tweede Vaticaans Concilie was Carinci nog aanwezig tijdens de eerste twee sessies en was daarmee de oudste aanwezige concilievader. Hij vierde er zijn honderdste verjaardag. Opmerkelijk was dat Carinci als achtjarige misdienaar reeds aanwezig was op het Eerste Vaticaans Concilie dat 92 jaar eerder plaatsvond.
Carinci stierf op 101-jarige leeftijd aan een hartkwaal in een Romeins ziekenhuis. Na zijn dood werd bekend dat paus Pius XII hem in 1945 tot kardinaal wilde creëren, maar dit op een weigering van Carinci stuitte omdat deze zich te oud vond voor het kardinaalschap.